# Blood 148A
Blood 148A är ett reservat i Kanada.   Det ligger i provinsen Alberta, i den södra delen av landet, 2 900 km väster om huvudstaden Ottawa.
I omgivningarna runt Blood 148A växer i huvudsak barrskog. Trakten runt Blood 148A är nära nog obefolkad, med mindre än två invånare per kvadratkilometer.